# ガタピシ車でいこう!!
『ガタピシ車でいこう!! 』（ガタピシしゃでいこう!!）は、山本マサユキの漫画作品。本項では続編の『ガタピシ車でいこう!! 迷走編』および『ガタピシ車でいこう!! 暴走編』も併せて記述する。

## 概要
「週刊ヤングマガジン」2001年5･6合併号から連載した。
主に主人公の「俺」が体験した、旧車にまつわる苦労話を集めたエッセイ的な作品。レースものでも、ウンチクものでもないという珍しい自動車漫画である。連載初期は旧車のレストアに関する苦労話を描いていたが、途中で機械ネタが尽き、何気ない日常のエピソードを取り上げる傾向になり、末期は自動車などと全く関係ない話に終始することも多かった。
単行本では、1巻、2巻といった巻数番号の代わりに「風の巻」「林の巻」というように、「風林火山」の四つの文字がつけられた。当初は四巻で終わりにする予定だったようだが、人気が出たため『迷走編』と銘打って続刊。こちらも単行本の巻数番号は「東西南北」となる。迷走編終了後も『暴走編』として連載継続、単行本の巻数番号は「春夏秋冬」。『ベストカー』誌に連載の『日本裏名車道』、『日経クリック』誌に連載の『バラさずにはいられない!』も収録されている。

## ストーリー
「俺」こと山本は、旧車が大好き。しかし、趣味にのめりこむあまり、お金もない、女もないで、気がつけば負け組一直線。しかし、同じ車好きの友人に恵まれているため、金はなくとも毎日が楽しい。旧車ゆえのトラブルに泣かされながらも、愉快な日常を送っていく。

## 登場人物

### メインキャラクター
俺（山本）
主人公。古い車をこよなく愛し、三菱・ジープやフィアット 500などの旧車を乗り継いでいる。趣味は旧車のレストア。故障→レストアを繰り返すうちに、旧車の世界から抜け出せなくなり、自覚しながらも人生を誤っていく。吹きつけ塗装などをする土建会社に勤務している。「FIAT」の文字が入った帽子と、サングラスがトレードマーク。
金田君
「俺」の悪友。「俺」が勤める土建会社の専属アルバイト。女好き・お調子者・ギャンブル好きというダメ人間。行く先々でナンパをするが、全く相手にされない。一応アユちゃんが本命らしい。カーナビが役に立たないほどの極度の方向音痴。愛車はその時々によって違い、ユーノスであったり、ハコスカであったりする。
アユちゃん
「俺」の女友達。旧車好きが集まる喫茶店「ミッレミリア」のウェイトレスをしている。美人だが軽薄でわがまま。玉の輿を狙っており、「理想のタイプはハンサムかお金持ち」と言い切る。当然、「俺」や金田君などは恋愛対象にはなりえないが、彼らの自動車に対する情熱は微笑ましく思っているらしい。愛車は旧型のMiniだが、自動車に関しては全くの素人。登場しない場合、下記のサブキャラクターが一人、ゲスト的に出てくることが多い。

### サブキャラクター
メラ子ちゃん
身長142cmという幼児体型。ロリオタプー（ロリコン・オタク・プー太郎）にばかりモテる。愛車はスズキ・エスクード。
麗子ちゃん
メラ子ちゃんの友達。美人で巨乳だが、無精者で掃除が苦手。愛車はトヨタ・カローラ。
バミ子ちゃん
アウトドア（というよりサバイバル）を愛する女の子。愛車はスズキ・ジムニー。
電子ちゃん
バイク便で働く女の子。不幸体質。
桃子ちゃん
メガネっ子で爆乳の持主。素直な性格で騙されやすい。二人の兄がおり、上の兄はまじめな医者だが、下の兄は自動車をバラしたがる奇癖の持ち主。愛車はマツダ・キャロル。
アルミちゃん
ボニーさんの妹。バイクショップの経営者。
ボニーさん
金田の憧れの男。妹が経営するバイクショップの居候。ばっちり決めたロッカースタイルが特徴だが、格好だけでギターも弾けない（でもエアギターは得意）。
八木さん
資産家の医者。フェラーリやポルシェなどの高級スポーツカーを何台も所有している。
ツキキさん
極めてアバウトな性格の吹き付け職人。その行動は行き当たりばったりそのもので、周囲が慌てるほど危なっかしいが、本人は平然としており、なぜか上手く行ってしまう。「無理を通せば道理が引っ込む」ということわざを体現したような人物。「キシシ」という笑い方が特徴。実は達筆。
社長
「俺」が勤める土建会社の社長。自分で運転したがるくせに、居眠り運転をするという危険人物。愛車はベンツ。

## 作中に登場する主な車
- フィアット 500
- フィアット・パンダ
- ルノー・キャトル
- 三菱・ジープ
- Mini